# La Chaize-Giraud
La Chaize-Giraud /laˌʃɛzʒiˈʀo/ è un comune francese di 893 abitanti situato nel dipartimento della Vandea nella regione dei Paesi della Loira.

## Società

### Evoluzione demografica
Abitanti censiti